# Heini Baumgartner
Heinrich «Heini» Baumgartner (* 27. Juli 1963) ist ein ehemaliger Schweizer Freestyle-Skier. Er war weitgehend auf die nicht mehr ausgetragene Disziplin Ballett (Acro) spezialisiert. In dieser Disziplin gewann er drei Bronzemedaillen bei Weltmeisterschaften sowie einmal die Disziplinenwertung im Weltcup und 13 Einzelwettkämpfe.

## Biografie
Heini Baumgartner nahm im Dezember 1981 an den internationalen Freestyle-Jugendmeisterschaften in Saas-Fee teil und belegte die Ränge 21 und 35 im Ballett und auf der Buckelpiste. Sein Debüt im Freestyle-Skiing-Weltcup gab er im Februar 1984 in Courchevel. Seine erste Platzierung in den Punkterängen gelang ihm im März des folgenden Jahres mit einem sechsten Platz in Mariazell. Ab seiner zweiten Saison im Weltcup startete er vereinzelt auch auf der Buckelpiste, konnte dabei aber nur wenige Punkte sammeln. Sein bestes Resultat in dieser Disziplin blieb Rang 19 im Dezember 1987 in La Plagne. Bei den ersten Weltmeisterschaften in Tignes erreichte er Rang 12 in seiner Paradedisziplin.
In den folgenden Wintern gehörte Baumgartner zur erweiterten Weltspitze im Ballett. In der Saison 1987/88 startete er zusätzlich in der Kombination, in der er als Vierter und Fünfter zweimal nur knapp das Podest verpasste. Beim Ballett-Demonstrationswettbewerb im Rahmen der Olympischen Spiele von Calgary wurde er Zehnter, bei den Weltmeisterschaften in Oberjoch kam er nicht über Rang 13 hinaus. Nachdem er begonnen hatte, sich voll und ganz auf das Ballett zu konzentrieren, verbesserten sich seine Ergebnisse deutlich. Im Dezember 1989 gelangen ihm mit den Rängen zwei und drei in Tignes und La Plagne seine ersten beiden Podestplätze. Die Weltmeisterschaften in Lake Placid schloss er mit Rang acht ab, bei den Olympischen Spielen von Albertville belegte er Rang fünf. Bei den Weltmeisterschaften in Altenmarkt-Zauchensee schrammte er als Vierter nur knapp an seiner ersten Medaille vorbei. In der Weltcup-Disziplinenwertung wurde er 1992/93 dank mehreren Podiumsplatzierungen Dritter.
Im Dezember 1993 gewann Baumgartner im Alter von 30 Jahren seinen ersten Wettkampf auf Weltcup-Niveau und gehörte von da an zu den bestimmenden Athleten der Disziplin. Bei den Weltmeisterschaften in La Clusaz gewann er hinter Rune Kristiansen und Fabrice Becker die Bronzemedaille. 1995/96 sicherte er sich mit sechs Saisonsiegen den Gewinn der Disziplinenwertung sowie Rang drei im Gesamtweltcup. Daraufhin wurde er vom Bündner Verband für Sport (BVS) als Bündner Sportler des Jahres geehrt.
Im Folgewinter konnte Baumgartner drei weitere Siege feiern, musste sich in der Disziplinenwertung aber dem Franzosen Becker geschlagen geben. Bei den letzten beiden Weltmeisterschaften in Nagano und Meiringen-Hasliberg gewann er erneut Bronzemedaillen. Er ist der einzige Spitzenathlet, der im Skiballett an sämtlichen Grossereignissen (sieben Weltmeisterschaften und zwei olympische Wettkämpfe) teilnahm. Nach Streichung des Balletts aus dem Weltcup-Kalender endete seine aktive Laufbahn im März 2000.

## Erfolge

### Olympische Spiele
- Calgary 1988: 10. Ballett (Demonstrationswettbewerb)
- Albertville 1992: 5. Ballett (Demonstrationswettbewerb)

### Weltmeisterschaften
- Tignes 1986: 12. Ballett
- Calgary 1988: 10. Ballett
- Oberjoch 1989: 13. Ballett
- Lake Placid 1991: 8. Ballett
- Altenmarkt-Zauchensee 1993: 4. Ballett
- La Clusaz 1995: 3. Ballett
- Nagano 1997: 3. Ballett
- Meiringen-Hasliberg 1999: 3. Ballett

### Weltcupwertungen
| Saison  | Gesamt | Gesamt | Moguls | Moguls | Ballett | Ballett | Kombination | Kombination |
| Saison  | Platz  | Punkte | Platz  | Punkte | Platz   | Punkte  | Platz       | Punkte      |
| ------- | ------ | ------ | ------ | ------ | ------- | ------- | ----------- | ----------- |
| 1984    | 107.   | 1      | –      | –      | 45.     | 4       | –           | –           |
| 1984/85 | 41.    | 12     | –      | –      | 17.     | 82      | –           | –           |
| 1985/86 | 49.    | 10     | 50.    | 1      | 17.     | 49      | –           | –           |
| 1986/87 | 39.    | 14     | 45.    | 4      | 14.     | 80      | –           | –           |
| 1987/88 | 19.    | 21     | 41.    | 7      | 18.     | 76      | 6.          | 67          |
| 1988/89 | 29.    | 17     | –      | –      | 9.      | 119     | –           | –           |
| 1989/90 | 19.    | 21     | –      | –      | 5.      | 125     | –           | –           |
| 1990/91 | 22.    | 20     | –      | –      | 7.      | 183     | –           | –           |
| 1991/92 | 22.    | 19     | –      | –      | 8.      | 153     | –           | –           |
| 1992/93 | 7.     | 92     | –      | –      | 3.      | 644     | –           | –           |
| 1993/94 | 7.     | 96     | –      | –      | 2.      | 768     | –           | –           |
| 1994/95 | 9.     | 97     | –      | –      | 3.      | 676     | –           | –           |
| 1995/96 | 3.     | 99     | –      | –      | 1.      | 696     | –           | –           |
| 1996/97 | 3.     | 95     | –      | –      | 2.      | 668     | –           | –           |
| 1997/98 | 5.     | 94     | –      | –      | 3.      | 376     | –           | –           |

### Weltcupsiege
Baumgartner errang im Weltcup 48 Podestplätze, davon 13 Siege:
| Datum             | Ort                   | Land       | Disziplin |
| ----------------- | --------------------- | ---------- | --------- |
| 20. Dezember 1993 | La Plagne             | Frankreich | Ballett   |
| 14. Januar 1994   | Breckenridge          | USA        | Ballett   |
| 2. Februar 1994   | La Clusaz             | Frankreich | Ballett   |
| 6. Januar 1995    | Blackcomb             | Kanada     | Ballett   |
| 6. Dezember 1995  | Tignes                | Frankreich | Ballett   |
| 14. Dezember 1995 | La Plagne             | Frankreich | Ballett   |
| 12. Januar 1996   | Blackcomb             | Kanada     | Ballett   |
| 8. März 1996      | Hundfjället           | Schweden   | Ballett   |
| 16. März 1996     | Altenmarkt-Zauchensee | Österreich | Ballett   |
| 22. März 1996     | Meiringen-Hasliberg   | Schweiz    | Ballett   |
| 5. Dezember 1996  | Tignes                | Frankreich | Ballett   |
| 21. Dezember 1996 | Piancavallo           | Italien    | Ballett   |
| 8. März 1997      | Altenmarkt-Zauchensee | Österreich | Ballett   |

### Weitere Erfolge
- Zwei Bronzemedaillen bei Europameisterschaften (Kombination 1987 und Ballett 1992)
- 1 Sieg in einem FIS-Bewerb